# 김봉환 (뮤지컬 배우)
김봉환(1953년 5월 25일 ~)은 대한민국의 배우이다.

## 출연작

### 뮤지컬
- 땅콩 껍질 속의 연가
- 지킬 앤 하이드 - 덴버스 경 역
- 스위니 토드 - 터핀판사 역
- 영웅 - 내관 역
- 조로 - 돈 알레한드로 역
- 닥터지바고 - 알렉산더 역
- 브로드웨이 인 드림즈 - 데이비드 마틴 역
- 타이타닉 - 이시도르 스트라우스 역

### 드라마
- 2016년 JTBC 금토드라마 《이번 주 아내가 바람을 핍니다》 - 정수연의 아버지 역
- 2017년 KBS2 주말연속극 《황금빛 내 인생》 - 의사 역
- 2018년 OCN 수목드라마 《손 the guest》
- 2020년 SBS 금토드라마 《더 킹 : 영원의 군주》

### 방송
- 1991년 KBS1 《TV유치원》 - 동요 아저씨
- 1992년 KBS2 《퀴즈 탐험 신비의 세계》

### 광고 내역
- 한국인삼공사 정관장
- 삼성전자 셰프컬랙션
- 삼성화재

## 수상 내역
- 2003년 월트 디즈니 공로상
- 2004년 한일문화예술대상 우수연기대상